# Peer Gynt (Grieg)
Peer Gynt /ˈpeːr ˈɡʏnt/ este o compoziție muzicală scenică pentru orchestră și cor compusă de către Edvard Grieg în 1874, având ca insprație opera Peer Gynt, scrisă de către  scriitorul norvegian Henrik Ibsen. 

## Suita Nr. 1, Op. 46
- Dimineața (Morgenstemning)
- Moartea lui Åse (Åses død)
- Dansul Anitrei (Anitras dans)
- În peștera regelui munților (I Dovregubbens hall)

## Suite No. 2, Op. 55
- Răpirea miresei. Plânsul lui Ingrid (Bruderovet. Ingrids klage)
- Dansul arabic (Arabisk dans)
- Peer Gynt se întoarce acasă (noaptea furtunoasă pe mare) (Peer Gynts hjemfart (Stormfull aften på havet))
- Cântecul lui Solveig (Solveigs sang)